# George Gregan
George Musarurwa Gregan (Lusaka, 19 aprile 1973) è un ex rugbista a 15 e imprenditore australiano che legò la quasi totalità della sua carriera professionistica, nel ruolo di mediano di mischia, alla franchise di Canberra dei Brumbies con cui vinse due titoli del Super Rugby.
Fu per un anno in Francia nel Tolone e concluse la carriera in Giappone nei Suntory Sungoliath.
A livello internazionale vanta la partecipazione, con la Nazionale australiana, a quattro edizioni della Coppa del Mondo, dal 1995 al 2007, con una vittoria nel 1999 e una finale nel 2003.
Con 139 presenze negli Wallabies (di cui 59 da capitano) è l'australiano con il maggior numero di presenze internazionali per il suo Paese e al momento del ritiro lo era anche a livello assoluto per numero di test match disputati, prima di essere superato nel 2014 dall’irlandese Brian O'Driscoll.

## Biografia
Nato in Zambia da padre australiano e madre zimbabwese, vive in Australia fin dall’età di un anno, quando la famiglia si trasferì a Canberra.
A livello di club dilettantistico militò nella squadra dell’Università di Canberra e nel Randwick; nel 1994, ancora dilettante, fu selezionato per gli Wallabies dopo aver rappresentato l’Australia a livello U-19 e U-21.
L'esordio avvenne il 18 giugno di quello stesso anno contro l’Italia a Brisbane, incontro vinto a fatica 23-20.
Gregan si segnalò nella Bledisloe Cup di quell’anno per via di un celebre placcaggio nei confronti del neozelandese Jeff Wilson, che impedì agli All Blacks di andare in meta e di aggiudicarsi quell’edizione della Coppa.
Un anno più tardi fu presente alla Coppa del Mondo di rugby 1995 in Sudafrica, nel corso della quale scese in campo in due incontri.
Nel 1995 divenne professionista e fu messo sotto contratto dalla franchise di Super 12 dei Brumbies di Canberra e in quello stesso anno scese in campo nel primo Tri Nations della storia, che per lui fu anche il primo di 12 consecutivi, di cui 2 vinti (nel 2000 e nel 2001).
Elemento fisso della Nazionale anche alla Coppa del Mondo di rugby 1999, a tale torneo fu presente in 5 incontri, compresa la finale di Cardiff, in cui l'Australia batté la Francia 35-12 e si laureò campione del mondo per la seconda volta.
Nel biennio 2000-2001 Gregan fece parte della squadra che vinse due edizioni consecutive del Tri Nations e, a livello di club, vinse il suo primo titolo del Super 12 con i Brumbies rivestendone i gradi da capitano; nel 2001, dopo il ritiro di John Eales, fu nominato capitano anche degli Wallabies.

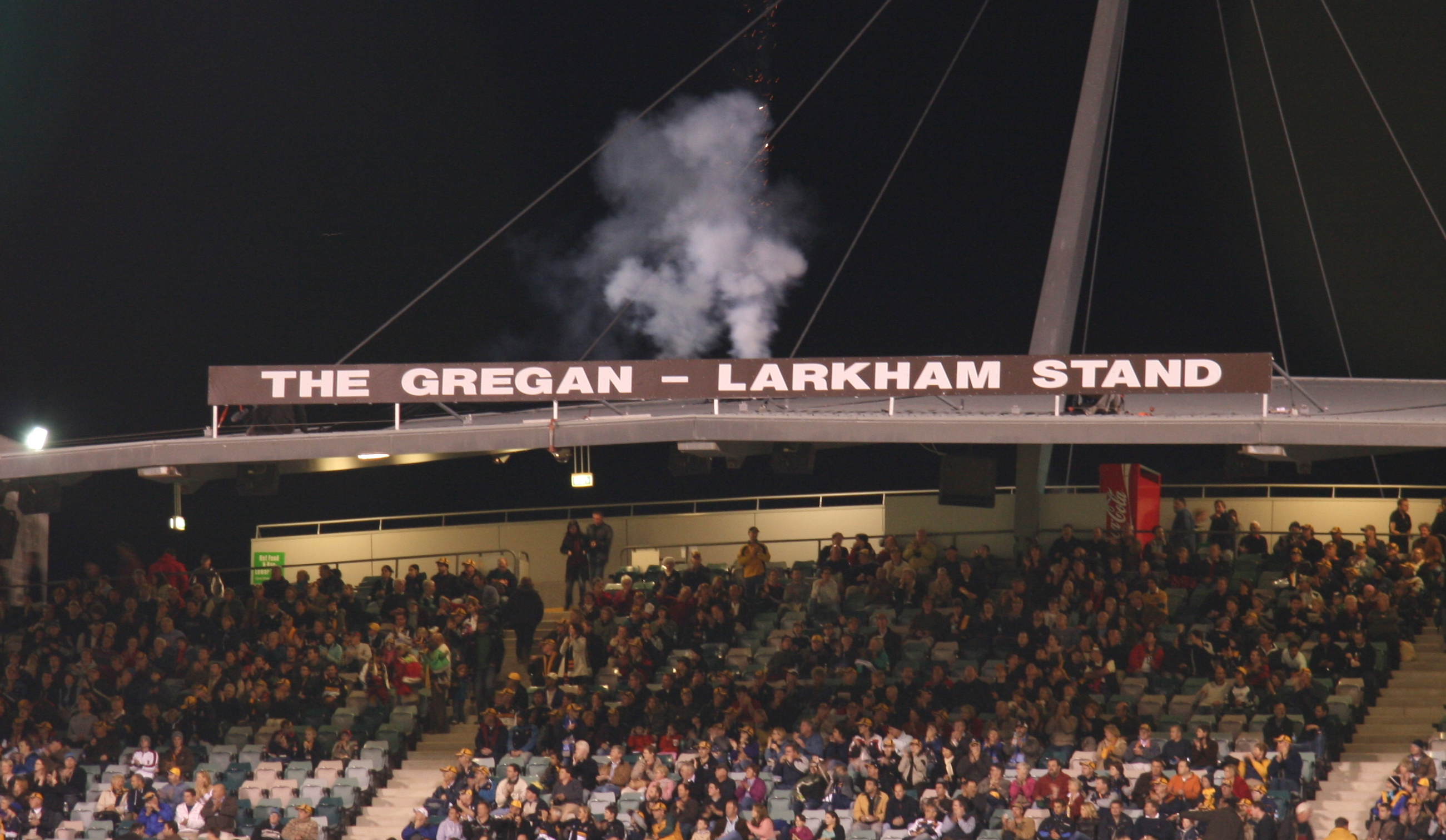
La tribuna del Canberra Stadium intitolata a Gregan e Stephen Larkham

Guidò quindi l’Australia alla Coppa del Mondo di rugby 2003; in tale edizione del torneo disputò sei incontri, ivi inclusa la finale, persa contro l’Inghilterra per un drop di Wilkinson nei tempi supplementari; nonostante avesse ventilato il proposito di ritirarsi dall’attività internazionale dopo tale sconfitta e 95 incontri, tuttavia continuò a rappresentare l'Australia: nel 2004 vinse una nuova edizione del Super 12 con i Brumbies e, il 31 luglio successivo, nel corso del Tri Nations, raggiunse il suo 100º cap internazionale, all'epoca secondo australiano dopo Campese a tagliare tale traguardo e quarto assoluto dopo Jason Leonard e Philippe Sella.
Il 2007 fu l'ultimo anno di Gregan in Australia: nonostante l'indiscusso primato di presenze fu privato della fascia da capitano ma fu comunque convocato sia nel Tri Nations che nella Coppa del Mondo di rugby 2007 in Francia, scendendo in campo in tutti gli incontri di prima fase e poi nel quarto di finale contro l'Inghilterra, che fu di nuovo fatale all'Australia, visto che gli inglesi si imposero 12-10 e andarono in semifinale.
Quella fu l'ultima partita internazionale di Gregan, la sua 139ª; a livello di club, già dal marzo precedente aveva firmato un contratto che lo legava per la stagione 2007-08 con il Tolone in Pro D2.
Il 28 aprile 2007 Gregan e Stephen Larkham disputarono il loro ultimo match con la maglia dei Brumbies: quello stesso giorno il club annunciò l'intitolazione a titolo onorifico a entrambi della tribuna orientale del Canberra Stadium.
Al termine del contratto, nel 2008, Gregan fu ingaggiato dai giapponesi del Suntory Sungoliath, formazione di Top League di base a Tokyo, squadra con la quale chiuse la carriera nel 2011.
All'attivo di Gregan anche un invito dei Barbarians impegnati nella tradizionale partita di fine tour contro la squadra dell'Emisfero Sud in visita nel Regno Unito: avversario di turno fu proprio un XV australiano.

### Altre attività e vita privata
Insieme a sua moglie Erica, George Gregan è titolare di un'azienda di catering, la George Gregan Expresso, fondata nel 1998.
La coppia ha un figlio, Max, cui nel 2005 fu diagnosticata l'epilessia: a seguito di ciò Gregan diede vita a una fondazione omonima, con lo scopo di raccogliere fondi e sensibilizzare l'opinione pubblica sul tema dell'epilessìa infantile; la fondazione finanziò due aree ludiche dei reparti infantili negli ospedali di Brisbane e Canberra.

## Palmarès
- Coppe del mondo: 1
Australia: 1999.
- Super 12: 2
Brumbies: 2001, 2004.